# رالف أفيري
رالف أفيري (بالإنجليزية: Ralph Avery)‏ هو رسام أمريكي، ولد في 1907 في سافانا في الولايات المتحدة، وتوفي في 1976 في روتشستر في الولايات المتحدة.